# Sõmeri
Sõmeri este o arie protejată (arie specială de conservare — SAC, sit de importanță comunitară — SCI) din Estonia întinsă pe o suprafață de 362,5 ha, integral pe uscat.

## Localizare
Centrul sitului Sõmeri este situat la coordonatele 58°20′54″N 23°45′39″E / 58.3483°N 23.7607°E.

## Înființare
Situl Sõmeri a fost declarat sit de importanță comunitară în aprilie 2004 pentru a proteja 1 specie de plante. Situl a fost protejat și ca arie specială de conservare în mai 2007.

## Biodiversitate
Situată în ecoregiunile boreală și marină baltică, aria protejată conține 6 habitate naturale: Lagune de coastă, Pășuni de coastă din Baltica boreală, Formațiuni de Juniperus communis pe lande sau pajiști calcaroase, Alvar nordic și șisturi calcaroase precambriene, Pajiști aluvionare boreale nordice, Mlaștini alcaline.
La baza desemnării sitului se află o specie protejată de  plante: Angelica palustris.